# Fernando Obradors
Pour les articles homonymes, voir Obradors.
Ferran Obradors de son nom complet Ferran Jaumandreu Obradors (né en 1897 à Barcelone et décédé dans la même ville en 1945) est un compositeur espagnol d'origine catalane.

## Biographie
Il apprend le piano avec sa mère, mais il est autodidacte pour la composition, l'harmonie et le contrepoint. Il devient chef de l'Orchestre Philharmonique de la Grande Canarie et enseigne ensuite au Conservatoire de Las Palmas. Entre 1921 et 1941, il écrit quatre volumes d'arrangement de poèmes classiques espagnols. Un de ces poèmes, La casada infiel, fut écrit par son ami Lorca. Bien qu'ayant écrit plusieurs œuvres pour le théâtre, aucune ne trouve sa place au répertoire. Il est surtout connu pour le cycle de chansons Canciones clásicas españolas.